# Рукаи

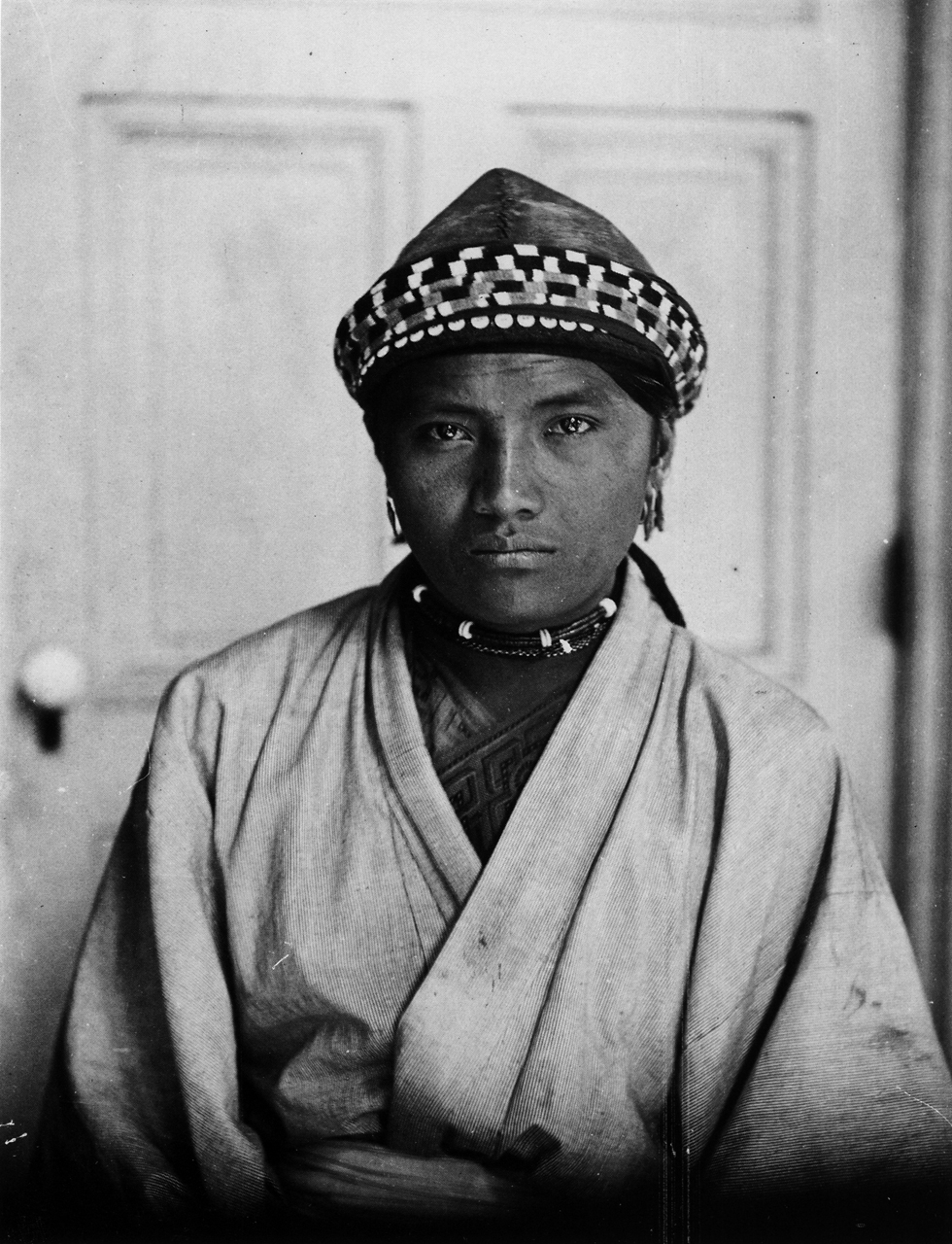
Деревенский староста-рукай, посетивший антропологический факультет токийского университета во время японской колонизации Тайваня

Рукай (кит. 魯凱族) — одна из народностей тайваньских аборигенов, проживают в горах на юге Тайваня у восточного побережья, недалеко от города Тайдун. На 2000 год численность рукай составляла 12 084. В 2021 году насчитывалось уже 13 615 человек. Это около 3% аборигенного населения острова. Рукай является пятой по численности группой коренного населения. Рукай называют себя также царисэн, что означает «люди гор».
Развиты народные ремесла, особенно резьба по камню и дереву: в селениях рукай можно встретить каменные идолы, а также украшения в виде змей, обвивающих деревянные колонны. 

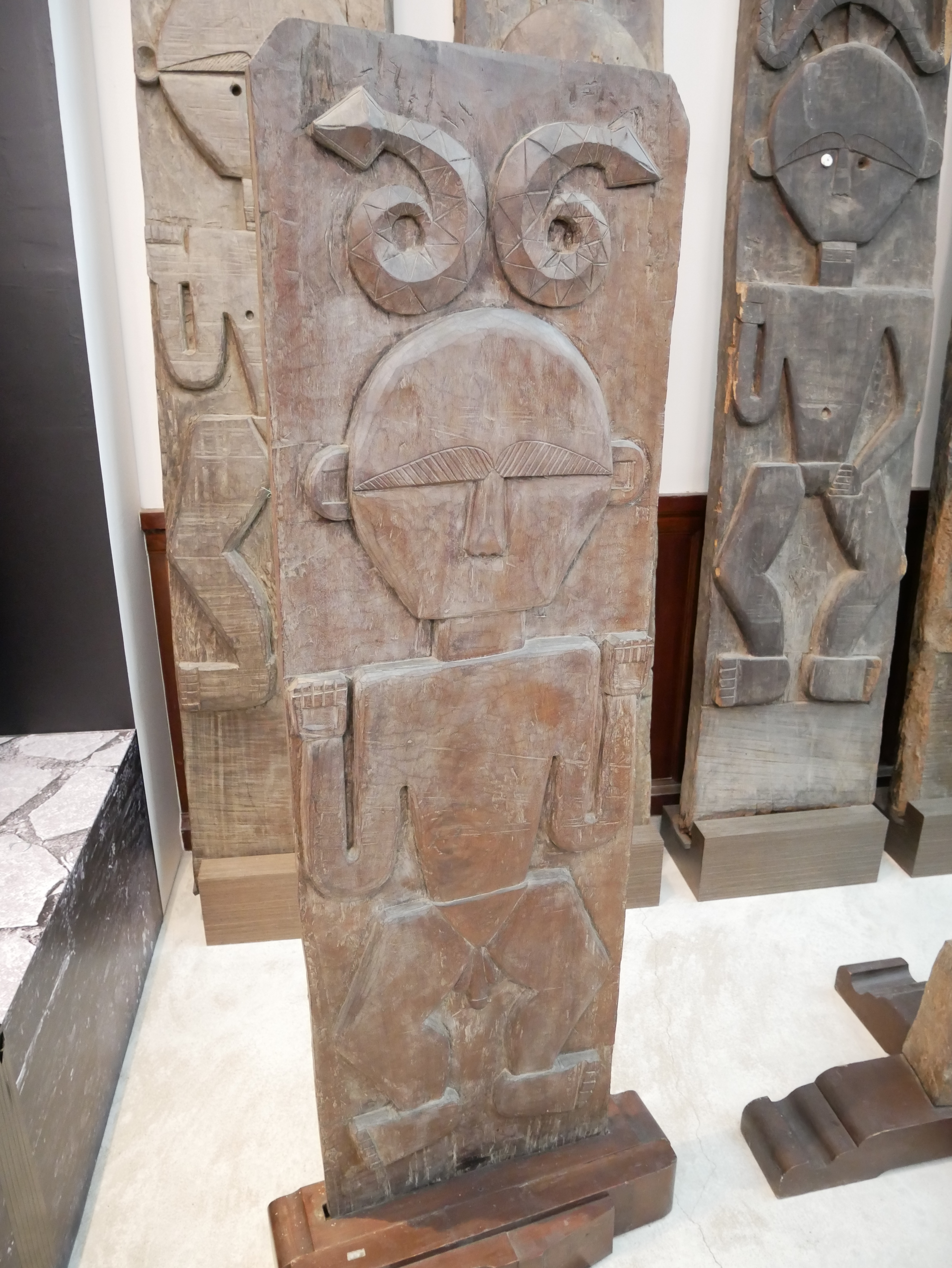
Старинные деревянные скульптуры народа рукай